# Dschund
Dschund (arabisch جند, DMG Ǧund) ist ein arabisches, aus dem Koran abgeleitetes Wort für „Armee“ oder „bewaffnete Truppe“, das möglicherweise iranischer Herkunft ist. Das Substantiv ǧ-n-d kommt in verschiedenen Ableitungen und Zusammensetzungen der Wurzel 29 Mal im Koran vor.

## Geschichte
In der ummayadischen Periode stand Dschund für Militärlager mit bewaffneten Einheiten, die für saisonale oder langfristige Kampagnen mobilisiert werden konnten. Erstmals wurden vom Kalifen Abu Bakr vier gleichnamige Armeeeinheiten in Syrien, Jordanien und Palästina eingerichtet. Kalif ʿUmar soll im Jahr 641 den Dīwān al-dschund eingerichtet haben. Während seiner Herrschaft sollen ca. 150.000 arabische Stammeskrieger registriert worden sein. Für die Militäreinheiten im Irak und in Ägypten wurde der Begriff nicht angewendet. Die Bezahlung der Einheiten erfolgte durch Erlöse aus der Landsteuer und anderen Vergünstigungen. Der Begriff Dschund als Bezeichnung für die syrischen Militärbezirke blieb bis in die mamelukische Periode erhalten, nichtarabische Einheiten unterstanden jedoch noch längere Zeit dem Dīwān al-dschund. Eine Wiederbelebung erhielt der Begriff in der Zeit der Eroberung von Al-Andalus.